# カレンチャン
カレンチャン（欧字名:Curren Chan、2007年3月31日 - ）は、日本の競走馬、繁殖牝馬。
2011年にスプリンターズステークス（GI）、2012年に高松宮記念（GI）を優勝し、2011年のJRA賞最優秀短距離馬、2012年の最優秀4歳以上牝馬に選出された。その他の勝ち鞍に、2011年の阪神牝馬ステークス（GII）、函館スプリントステークス（GIII）、キーンランドカップ（GIII）。
馬名の意味は、冠名（馬主の娘の名）＋愛称。

## 経歴
この項の出典は、特記なき限りnetkeiba.comによる。

### 2歳（2009年）
12月26日、阪神競馬場で行われた、ダート1200mの新馬戦に武豊が騎乗してデビュー、1番人気に支持されたが2着に敗れる。

### 3歳（2010年）
1月16日、ダート1200mの未勝利戦に出走し1番人気の支持に応えて2戦目に初勝利を挙げた。続く2月7日、萌黄賞に2番人気に支持されて出走し、好位追走から直線抜け出して勝利した。続いて3月14日、フィリーズレビューに6番人気に支持され出走、直線中団から伸びきれずに8着に敗れた。その後5月15日、葵ステークスに2番人気に支持されて出走、道中は先行集団に付けて直線では内を突いて、ゴール前100mで抜け出して先頭に立ったが、ゴール前でケイアイデイジーに差し切られ2着に敗れた。これ以降、池添謙一が主戦騎手となる。続く6月19日、潮騒特別に2番人気に支持されて出走、道中は先行グループに付けて進み直線では力強く抜け出し2着に2馬身半差を付けて快勝し休養に入った。

### 4歳（2011年）

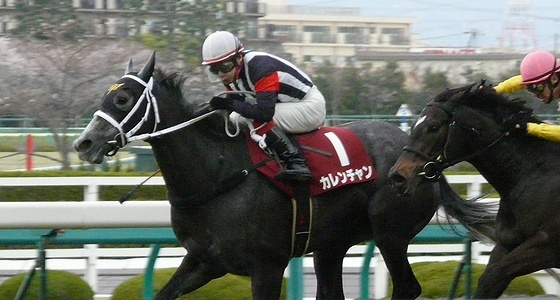
2011年 阪神牝馬S

年が明けて1月23日、伏見ステークスから始動し、1番人気に支持されたが先行して直線伸びきれずに3着に敗れた。続く2月19日、山城ステークスに出走（主戦の池添に先約があった為、川田将雅が代打で騎乗）、先行して直線入り口で逃げ馬を捕らえると後続を突き放し、ゴール前手綱を抑える余裕を見せて快勝した。次走阪神牝馬ステークスでは1番人気に支持され、道中は好位集団に付け直線では内から伸び2着に半馬身差で勝利し、重賞初制覇となった。

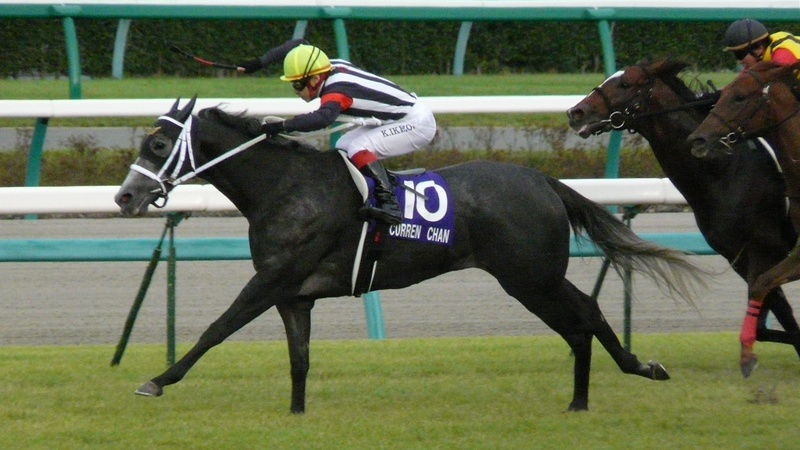
2011年 スプリンターズS

その後3ヶ月の休養を挟んで7月3日、函館競馬場でのサマースプリントシリーズ第1戦、函館スプリントステークスに1番人気で出走。中団から直線では外に持ち出されると末脚を伸ばし、ゴール前で逃げ切りを図るテイエムオオタカを捕らえてコースタイレコードで重賞連勝を飾った。8月28日に札幌競馬場で行われたキーンランドカップでは1番人気に支持され、道中2・3番手につけると直線で早めに先頭に立ちビービーガルダンをクビ差抑えて押し切った。これで自身4連勝、重賞は3連勝となった。続くスプリンターズステークスでは、やや後方待機から出走馬中2番目の上がり3ハロン33.8秒の末脚を繰り出し、パドトロワに1.3/4馬身差をつけGI初挑戦を見事に勝利で飾った。その後、陣営は香港スプリントの招待を受諾した。香港スプリントでは4・5番手に待機しレースを進めたが、直線で伸びを欠いて5着に終わった。

### 5歳（2012年）

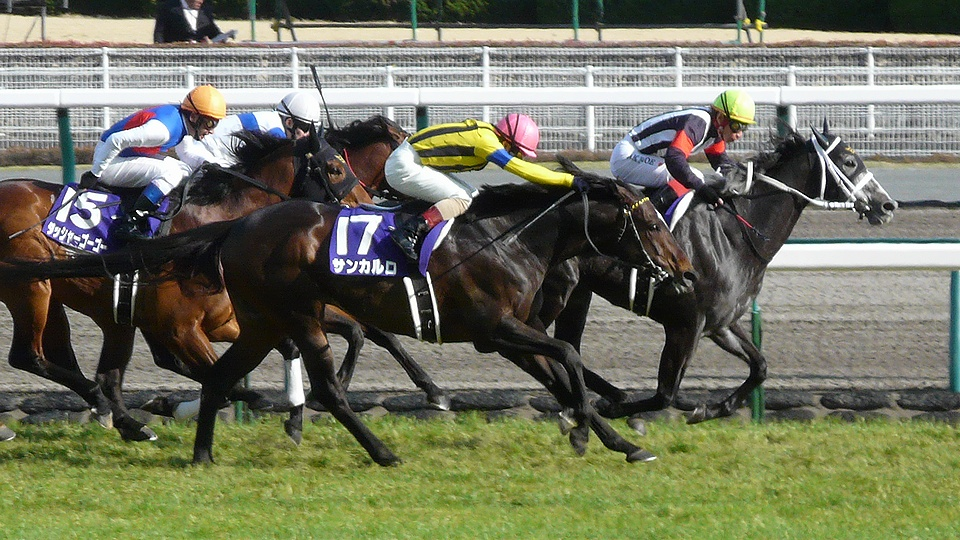
2012年 高松宮記念

3月3日のオーシャンステークスに1番人気で出走、中団の7・8番手からレースを進めたが直線で伸び切れず4着に敗れた。春のGIシリーズ緒戦となる3月25日の高松宮記念では直線好位から抜け出してサンカルロの追撃を抑え、GI2勝目を挙げた。牝馬によるスプリント秋春制覇はフラワーパーク、ビリーヴに続き史上3頭目である。
9月30日のスプリンターズステークスではスプリントGI3連覇を狙い出走。しかしロードカナロアにかなわず2着に敗れた。
引退レースとなった年末の香港スプリントでは出遅れが響き7着に敗れた。2013年1月20日に京都競馬場で引退式を行った。

## 競走成績
以下の内容は、JBISサーチ及びnetkeiba.comによる。
| 競走日     | 競馬場 | 競走名             | 格       | 距離（馬場）  | 頭 数 | 枠 番 | 馬 番 | オッズ （人気） | 着順 | タイム （上り3F） | 着差   | 騎手     | 斤量   | 1着馬（2着馬）         |
| ---------- | ------ | ------------------ | -------- | ------------- | ----- | ----- | ----- | --------------- | ---- | ----------------- | ------ | -------- | ------ | ---------------------- |
| 2009.12.26 | 阪神   | 2歳新馬            |          | ダ1200m（良） | 12    | 1     | 1     | 01.6（1人）     | 2着  | 1:14.30 (37.3)    | -0.20  | 武豊     | 54kg   | タカノキング           |
| 2010.01.16 | 京都   | 3歳未勝利          |          | ダ1200m（良） | 16    | 8     | 16    | 01.5（1人）     | 1着  | 1:13.10 (37.0)    | -0.20  | 国分恭介 | 51kg   | （プリティスター）     |
| 0000.02.07 | 中京   | 萌黄賞             | 500万下  | 芝1200m（良） | 18    | 7     | 14    | 05.1（2人）     | 1着  | 1:09.70 (35.3)    | -0.20  | 鮫島良太 | 54kg   | （ジョディーズライン） |
| 0000.03.14 | 阪神   | フィリーズレビュー | GII      | 芝1400m（良） | 16    | 4     | 7     | 13.8（6人）     | 8着  | 1:23.20 (35.3)    | -0.40  | 鮫島良太 | 54kg   | サウンドバリアー       |
| 0000.05.15 | 京都   | 葵S                | OP       | 芝1200m（良） | 16    | 4     | 7     | 04.5（2人）     | 2着  | 1:07.60 (34.0)    | -0.00  | 池添謙一 | 54kg   | ケイアイデイジー       |
| 0000.06.19 | 函館   | 潮騒特別           | 1000万下 | 芝1200m（良） | 9     | 1     | 1     | 02.8（2人）     | 1着  | 1:08.80 (34.2)    | -0.40  | 池添謙一 | 52kg   | （サクライダテン）     |
| 2011.01.23 | 京都   | 伏見S              | 1600万下 | 芝1200m（良） | 15    | 4     | 7     | 02.9（1人）     | 3着  | 1:09.30 (34.2)    | -0.50  | 池添謙一 | 54kg   | オリオンスターズ       |
| 0000.02.19 | 京都   | 山城S              | 1600万下 | 芝1200m（稍） | 15    | 2     | 2     | 01.9（1人）     | 1着  | 1:09.20 (34.7)    | -0.40  | 川田将雅 | 55kg   | （ドリームバレンチノ） |
| 0000.04.09 | 阪神   | 阪神牝馬S          | GII      | 芝1400m（良） | 18    | 1     | 1     | 04.2（1人）     | 1着  | 1:20.40 (34.4)    | -0.10  | 池添謙一 | 55kg   | （アンシェルブルー）   |
| 0000.07.03 | 函館   | 函館スプリントS    | GIII     | 芝1200m（良） | 12    | 2     | 2     | 02.7（1人）     | 1着  | 1:08.00 (34.5)    | -0.00  | 池添謙一 | 54kg   | （テイエムオオタカ）   |
| 0000.08.28 | 札幌   | キーンランドC      | GIII     | 芝1200m（良） | 16    | 4     | 8     | 01.9（1人）     | 1着  | 1:08.60 (35.5)    | -0.00  | 池添謙一 | 54kg   | （ビービーガルダン）   |
| 0000.10.02 | 中山   | スプリンターズS    | GI       | 芝1200m（良） | 15    | 5     | 10    | 11.2（3人）     | 1着  | 1:07.40 (33.8)    | -0.30  | 池添謙一 | 55kg   | （パドトロワ）         |
| 0000.12.11 | 沙田   | 香港スプリント     | G1       | 芝1200m (GF)  | 14    | -     | 11    | 10.0（5人）     | 5着  | 1:09.36 (00.0)    | -0.38  | 池添謙一 | 122lbs | Lucky Nine             |
| 2012.03.03 | 中山   | オーシャンS        | GIII     | 芝1200m（重） | 16    | 7     | 13    | 02.4（1人）     | 4着  | 1:09.40 (35.6)    | -0.20  | 池添謙一 | 56kg   | ワンカラット           |
| 0000.03.25 | 中京   | 高松宮記念         | GI       | 芝1200m（良） | 18    | 5     | 10    | 03.9（2人）     | 1着  | 1:10.30 (35.5)    | -0.00  | 池添謙一 | 55kg   | （サンカルロ）         |
| 0000.09.09 | 阪神   | セントウルS        | GII      | 芝1200m（良） | 16    | 3     | 6     | 05.0（3人）     | 4着  | 1:07.40 (34.1)    | -0.10  | 池添謙一 | 56kg   | エピセアローム         |
| 0000.09.30 | 中山   | スプリンターズS    | GI       | 芝1200m（良） | 16    | 7     | 14    | 02.5（1人）     | 2着  | 1:06.80 (33.7)    | -0.10  | 池添謙一 | 55kg   | ロードカナロア         |
| 0000.12.09 | 沙田   | 香港スプリント     | G1       | 芝1200m（Gd） | 12    | 8     | 12    | 26（7人）       | 7着  | R1.09.19（00.0）  | -0.690 | 池添謙一 | 122lbs | Lord Kanaloa           |

1. 1 2  海外国際競走であるため、1着馬を英語で表記。

## 繁殖成績
以下の内容は、JBISサーチによる。
|       | 馬名               | 生年   | 性 | 毛色 | 父                 | 厩舎                         | 馬主     | 戦績                                                                            |
| ----- | ------------------ | ------ | -- | ---- | ------------------ | ---------------------------- | -------- | ------------------------------------------------------------------------------- |
|       | （流産）           | 2014年 |    |      | ディープインパクト |                              |          |                                                                                 |
| 初仔  | カレンスレイ       | 2015年 | 牡 | 芦毛 | ノヴェリスト       | 栗東・安田隆行 →笠松・尾島徹 | 鈴木隆司 | 15戦6勝（引退）                                                                 |
| 2番仔 | カレンモエ         | 2016年 | 牝 | 芦毛 | ロードカナロア     | 栗東・安田隆行               | 鈴木隆司 | 13戦4勝（引退・繁殖） 2020年京阪杯2着、2021年オーシャンS2着、函館スプリントS2着 |
| 3番仔 | カレンヒメ         | 2017年 | 牝 | 芦毛 | ダノンシャンティ   | 栗東・安田翔伍               | 鈴木隆司 | 14戦2勝（引退・繁殖）                                                           |
| 4番仔 | カレンユアンメン   | 2018年 | 牡 | 栗毛 | カレンブラックヒル | 栗東・安田翔伍               | 鈴木隆司 | 2戦0勝（引退）                                                                  |
| 5番仔 | カレンイモーション | 2019年 | 牡 | 芦毛 | ハーツクライ       | 栗東・安田翔伍               | 鈴木隆司 | 3戦0勝（引退）                                                                  |
|       | （生後直死）       | 2020年 |    |      | ジャスタウェイ     |                              |          |                                                                                 |
|       | （不受胎）         | 2021年 |    |      | ジャスタウェイ     |                              |          |                                                                                 |
|       | （流産）           | 2022年 |    |      | ドゥラメンテ       |                              |          |                                                                                 |
|       | （不受胎）         | 2023年 |    |      | サングレーザー     |                              |          |                                                                                 |
| 6番仔 | カレンチャンの2024 | 2024年 | 牝 |      | リーチザクラウン   |                              |          |                                                                                 |

- 2024年2月22日現在

## 血統
| カレンチャンの血統（ヴァイスリージェント系）   | カレンチャンの血統（ヴァイスリージェント系）               | カレンチャンの血統（ヴァイスリージェント系） | （血統表の出典）            | （血統表の出典） |
| 父 *クロフネ Kurofune 1998 芦毛 アメリカ       | 父の父*フレンチデピュティ French Deputy 1992 栗毛 アメリカ | Deputy Minister                              | Vice Regent                 | Vice Regent      |
| 父 *クロフネ Kurofune 1998 芦毛 アメリカ       | 父の父*フレンチデピュティ French Deputy 1992 栗毛 アメリカ | Deputy Minister                              | Mint Copy                   |                  |
| 父 *クロフネ Kurofune 1998 芦毛 アメリカ       | 父の父*フレンチデピュティ French Deputy 1992 栗毛 アメリカ | Mitterand                                    | Hold Your Peace             | Hold Your Peace  |
| 父 *クロフネ Kurofune 1998 芦毛 アメリカ       | 父の父*フレンチデピュティ French Deputy 1992 栗毛 アメリカ | Mitterand                                    | Laredo Lass                 |                  |
| 父 *クロフネ Kurofune 1998 芦毛 アメリカ       | 父の母*ブルーアヴェニュー Blue Avenue 1990 芦毛 アメリカ   | Classic Go Go                                | Pago Pago                   | Pago Pago        |
| 父 *クロフネ Kurofune 1998 芦毛 アメリカ       | 父の母*ブルーアヴェニュー Blue Avenue 1990 芦毛 アメリカ   | Classic Go Go                                | Classic Perfection          |                  |
| 父 *クロフネ Kurofune 1998 芦毛 アメリカ       | 父の母*ブルーアヴェニュー Blue Avenue 1990 芦毛 アメリカ   | Eliza Blue                                   | Icecapade                   | Icecapade        |
| 父 *クロフネ Kurofune 1998 芦毛 アメリカ       | 父の母*ブルーアヴェニュー Blue Avenue 1990 芦毛 アメリカ   | Eliza Blue                                   | *コレラ Corella             |                  |
| 母 スプリングチケット 1997 黒鹿毛 北海道千歳市 | 母の父*トニービン Tony Bin 1983 鹿毛 アイルランド          | *カンパラ Kampala                            | Kalamoun                    | Kalamoun         |
| 母 スプリングチケット 1997 黒鹿毛 北海道千歳市 | 母の父*トニービン Tony Bin 1983 鹿毛 アイルランド          | *カンパラ Kampala                            | State Pension               |                  |
| 母 スプリングチケット 1997 黒鹿毛 北海道千歳市 | 母の父*トニービン Tony Bin 1983 鹿毛 アイルランド          | Severn Bridge                                | Hornbeam                    | Hornbeam         |
| 母 スプリングチケット 1997 黒鹿毛 北海道千歳市 | 母の父*トニービン Tony Bin 1983 鹿毛 アイルランド          | Severn Bridge                                | Priddy Fair                 |                  |
| 母 スプリングチケット 1997 黒鹿毛 北海道千歳市 | 母の母カズミハルコマ 1984 青鹿毛 北海道新冠町              | マルゼンスキー                               | Nijinsky                    | Nijinsky         |
| 母 スプリングチケット 1997 黒鹿毛 北海道千歳市 | 母の母カズミハルコマ 1984 青鹿毛 北海道新冠町              | マルゼンスキー                               | *シル                       |                  |
| 母 スプリングチケット 1997 黒鹿毛 北海道千歳市 | 母の母カズミハルコマ 1984 青鹿毛 北海道新冠町              | センシユータカラ                             | *ヴェンチア                 | *ヴェンチア      |
| 母 スプリングチケット 1997 黒鹿毛 北海道千歳市 | 母の母カズミハルコマ 1984 青鹿毛 北海道新冠町              | センシユータカラ                             | シヤダイウイング            |                  |
| 母系(F-No.)                                    | ブラックターキン系(FN:13-c)                                | ブラックターキン系(FN:13-c)                  | ブラックターキン系(FN:13-c) | [ § 2 ]          |
| 5代内の近親交配                                | Northern Dancer 5×5                                        | Northern Dancer 5×5                          | Northern Dancer 5×5         | [ § 3 ]          |
| 出典                                           | 1. 2. 3.                                                   | 1. 2. 3.                                     | 1. 2. 3.                    | 1. 2. 3.         |

- 半兄に、2010年京阪杯を制したスプリングソング（父：サクラバクシンオー）がいる。
- 叔父に、2009年ダービー卿チャレンジトロフィー覇者で、2008年皐月賞2着のタケミカヅチがいる。